# クロメート

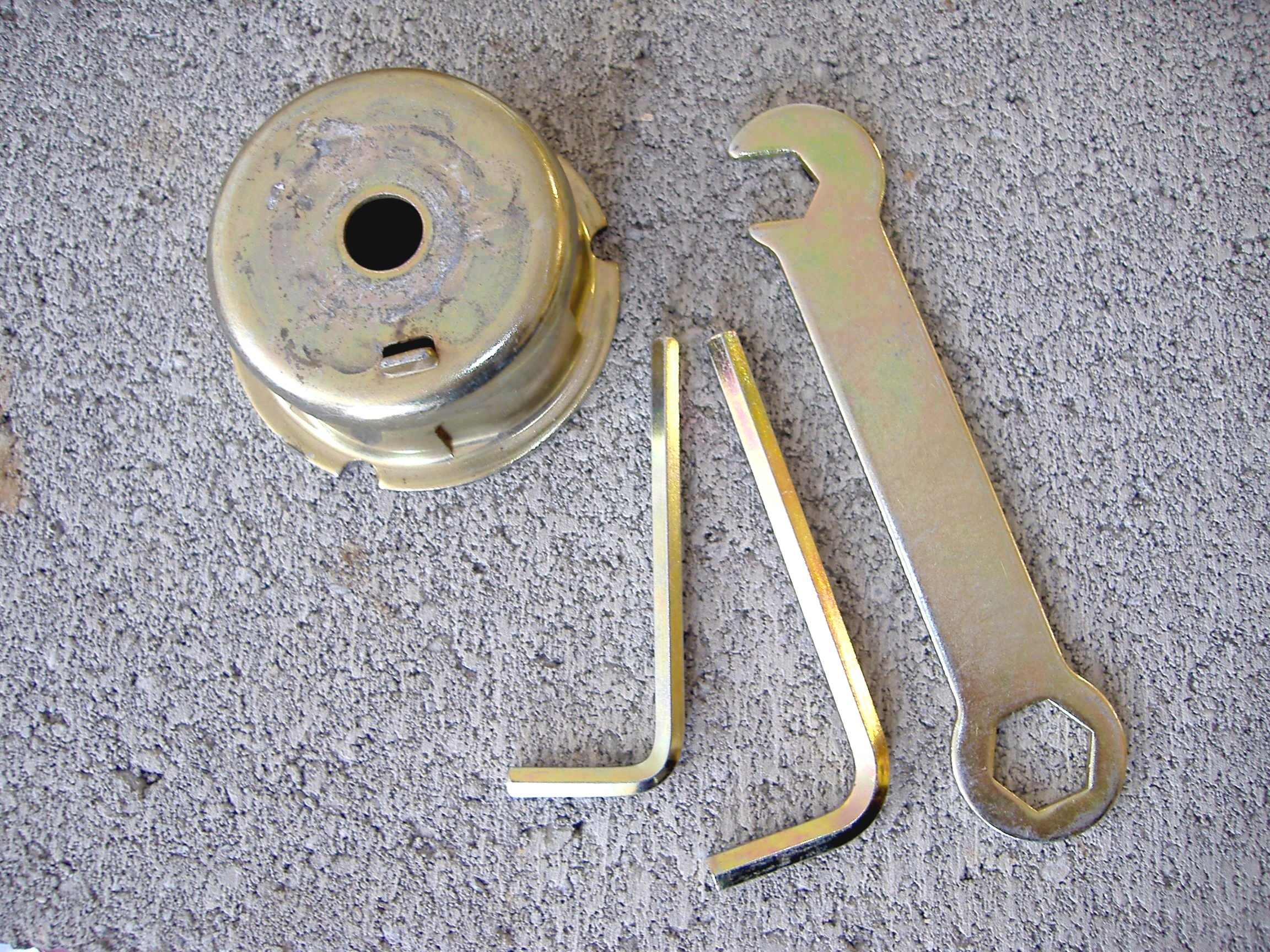
クロメート処理された金属部品、工具

クロメート とは、化成処理のうち、クロム酸塩を用いる方法であるクロメート処理（英語：chromate conversion coating）のことである。クロム酸塩という意味の「chromate」を片仮名読みしたものがクロメートである。金属をクロメート処理すると表面に酸化皮膜が出来、プラスチックをクロメート処理すると表面に極性基ができて塗装や接着剤になじみやすくなる。

## クロメート処理
クロメート処理は主に、黄銅、亜鉛、アルミニウムなどに行われる。素材金属を六価クロムを含む溶液に浸漬し不動態化させることで、自己修復性の皮膜を得ながら、なおかつ化学研磨作用を同時に行うことが出来る。
素材に直接行う他に、耐食性向上や変色防止の為にめっきの後処理に行われる事も多く、特に(鉄の)亜鉛めっきの後処理として一般的に行われている。身近に見かける物としてはユニクロと表記されている金属は亜鉛めっきに光沢クロメート処理を行ったものである。
2000年代にRoHS指令で六価クロムが環境破壊物質として規制され欧州への輸出が禁止されたため、三価クロム化成処理で代替されるようになった。
処理直後の金属表面はゲル状となっているが、60 ℃ 程度で乾燥させると耐食性、自己修復性を備えた皮膜に変わる。
アンチフィンガートリートメントなどの化成処理もある。
特にねじ類などに多く使われ、アルミ色、ニッケル色、鉄色ではなく、鈍く黄色みかかったようなあるいは油を塗ったような光沢色のもの、あるいは黒に近いもの、鋭い青みを持ったものはクロメート処理されたものである。見栄えはよくないが、安価であるので、外から見えない機械内部の部品によく使われる。